# JS Verlorenkost
El JS Velorenkost fue un equipo de fútbol de Luxemburgo que nunca militó en la Division Nationale, la liga de fútbol más importante del país.

## Historia
Fue fundado en el año 1912 en la ciudad de Luxemburgo como un club amateur de la ciudad que disputaba algunos partidos a nivel aficionado, ya que nunca llegaron a formar parte de la Division Nationale. Nació luego de que la liga fue cancelada en la temporada 1911/12, pero que nunca jugó en un torneo oficial en el país.
El club desapareció en el año 1925 luego de fusionarse con el US Hollerich Bonnevoie para crear al Union Luxembourg, el cual se convirtió en uno de los clubes de fútbol más importantes de Luxemburgo.